# 千々和泰明
千々和 泰明（ちぢわ やすあき、1978年 - ）は、日本の歴史学者。博士（国際公共政策）。専門は防衛政策史、戦争終結論。防衛省防衛研究所戦史研究センター安全保障政策史研究室主任研究官。

## 人物・来歴
1978年生まれ。福岡県出身。2001年、広島大学法学部法学科卒業。2007年、大阪大学大学院国際公共政策研究科博士後期課程修了、「戦後日米大使外交論」により博士（国際公共政策）。
防衛省防衛研究所戦史部第二戦史研究室教官、内閣官房副長官補付主査を経て、防衛省防衛研究所戦史研究センター安全保障政策史研究室主任研究官。

## 著作
- 『大使たちの戦後日米関係　その役割をめぐる比較外交論』「国際政治・日本外交叢書」ミネルヴァ書房、2012年
- 『変わりゆく内閣安全保障機構』原書房、2015年
- 『安全保障と防衛力の戦後史』千倉書房、2021年
- 『戦争はいかに終結したか　二度の大戦からベトナム、イラクまで』中央公論新社〈中公新書〉、2021年
- 『戦後日本の安全保障　日米同盟、憲法9条からNSCまで』中公新書、2022年
- 『日米同盟の地政学　「5つの死角」を問い直す』新潮社〈新潮選書〉、2024年
- 『世界の力関係がわかる本　――帝国・大戦・核抑止』筑摩書房〈ちくまプリマー新書〉、2025年
- 『誰が日本を降伏させたか　原爆投下、ソ連参戦、そして聖断』PHP研究所〈PHP新書〉、2025年